# Presa de Châtelot

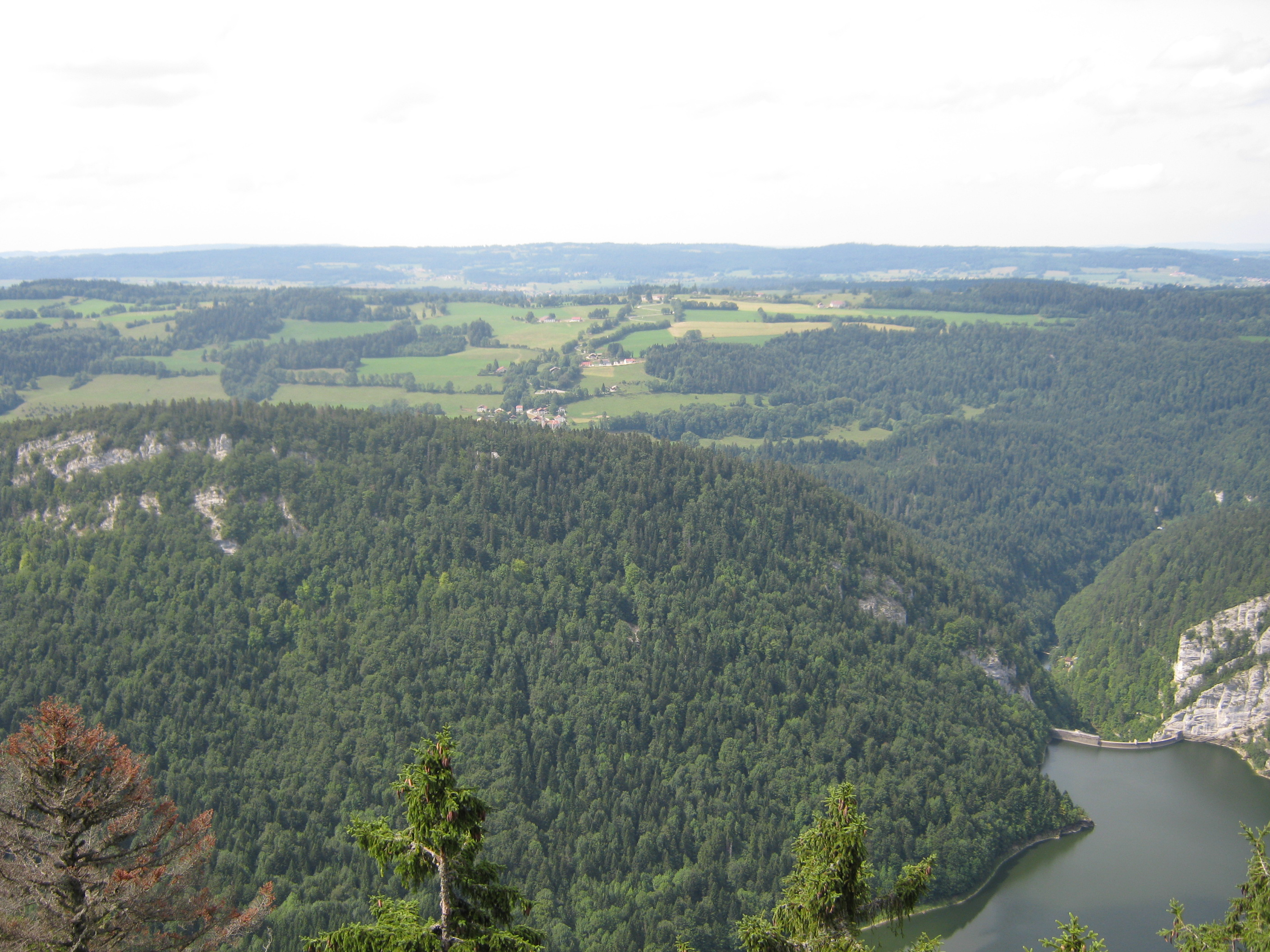
Vista de l'embassament de Châtelot i la ribera francesa del Doubs.

La presa de Châtelot és un pantà artificial situat sobre el Doubs, entre França (Departament del Doubs) i Suïssa (Cantó de Neuchatel) que crea el llac de Moron, un embassament amb una llargada és de 3,3 quilòmetres, una superfície de 69 hectàrees i una conca d'alimentació de 911 km².

## La presa
És producte de la construcció d'una presa, l'any 1953, per part de les companyies elèctriques francesa (Électricité de France) i suïssa (Electricité Neuchâteloise S.A.).

La presa es troba en un pas estret i profund del riu únicament accessible a peu i per un funicular construït l'any 1951 pel transport del material necessari per a la construcció d'aquesta infraestructura. Aquest funicular permet superar un desnivell de 373 metres en un recorregut d'1 quilòmetre.

L'alçada de l'estructura en forma d'arc és de 74 metres, per una llargada de la cresta de 150 metres i un volum de 48.000 m3.

## La central hidroelèctrica
La central hidroelèctrica se situa uns quilòmetres aigües avall, sobre la ribera dreta del riu, a la vora del poble de Les Planchettes pertanyent al municipi de La Chaux-de-Fonds